# San Miguelito
San Miguelito là một khu tự quản thuộc tỉnh Río San Juan, Nicaragua. Khu tự quản San Miguelito có diện tích 1097 ki lô mét vuông. Đến thời điểm năm 2005, huyện San Miguelito có dân số 17031 người.